# Ludwig Eugen xứ Württemberg
Ludwig Eugen Johann (6 tháng 1 năm 1731 – 20 tháng 5 năm 1795) là công tước cai trị Württemberg từ năm 1793 cho đến khi ông qua đời năm 1795.